# Gustav von Schubert

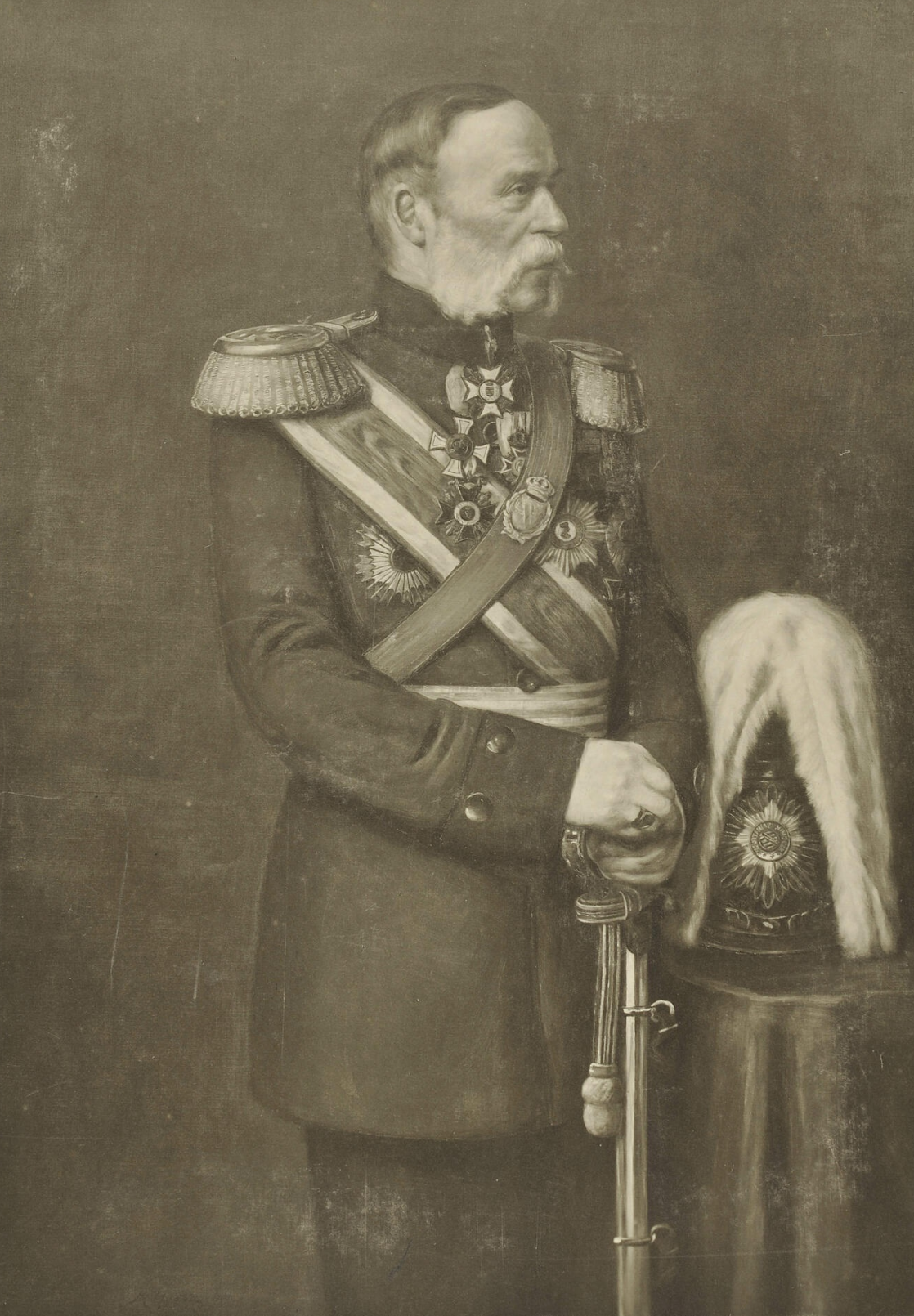
Gustav von Schubert

Georg Gustav Wilhelm Schubert, seit dem 17. Juni 1878 von Schubert (* 28. September 1824 in Leipzig; † 3. September 1907 in Heidelberg) war ein sächsischer Generalleutnant und Militärschriftsteller.

## Leben
Gustav von Schubert war der einzige Sohn des sächsischen Historikers Gustav Wilhelm Schubert und seiner Ehefrau. Er hatte noch drei Schwestern, wovon zwei im Kindesalter starben. Er besuchte zunächst die Zittauer und Leisniger Stadtschulen, bevor er ab 1834 ein Privaterziehungsinstitut des Direktors Döring in Dresden besuchte. Nach langjähriger Erziehung besuchte er ab 1837 die militärische Erziehungsanstalt des Professor Volgmann und wurde am 1. Januar 1839 als Kadett der II. Brigade des Kadettenkorps der sächsischen Armee übergeben, wobei er von 48 angenommenen Bewerben den 7. Platz von oben erreichte. Nach langjähriger Erziehung in dieser Division, welche von Hauptmann Eduard Pönitz unterrichtet wurde, wurde er am 1. Januar 1843 als Portepeejunker der 2. Kompanie der reitenden Artilleriebrigade übergeben, wonach er 1844 zum Leutnant befördert wurde, wechselte er aufgrund finanzieller Schwierigkeiten in die 4. Kompanie des Fußartillerieregiments. Er verblieb die weiteren Jahre in der Kompanie und leitete während des Dresdner Maiaufstandes den Munitionsnachschub von Königstein nach Dresden. Zuvor konnte er sich von seinem Freund Heinrich von Abendroth zur Teilnahme an dem Zeitschriftenprojekt „Heer und Volk - eine Sammlung von Aufsätzen meist militärischen Inhalts“ überzeugen. Nach Beförderung zum Oberleutnant am 10. Juli 1849 wurde er in den sächsischen Generalstab versetzt.
Er verblieb die nächsten Jahre im Generalstab und kehrte erst 1861 in den Truppendienst zurück. Während dieser Zeit diente er u. a. als Lehrer für Artillerie- und Waffenlehre an der Fortbildungsschule für Offiziere in Dresden, als Vorstand der Bibliothek und der Kartensammlung des Generalstabs und war zudem Ausbilder einer kleinen Unterstützungseinheit für den Generalstab. Er unternahm auch längere Reisen, so 1852 nach Ungarn und in den Balkan. Er war ab März 1854 Adjutant des Chefs des Generalstabes Thuisko von Stieglitz und wurde am 31. Januar 1857 zum aggregierten Hauptmann befördert. Außerdem veröffentlichte er zahlreiche Schriften während seiner Zeit im Generalstab. 1863 beteiligte er sich an der Gründung des Dresdner Vereins für Erdkunde. Er wurde im März 1861 Batteriechef im Fußartillerie-Regiment und hielt sich im Dezember 1863 für eine verdeckte Erkundung in Dänemark auf, die die Bundesexekution gegen Schleswig-Holstein vorbereiten sollte. 1865 kehrte er in den sächsischen Generalstab zurück. 
Er nahm innerhalb des sächsischen Armeeoberkommandos am Krieg gegen Preußen teil und beteiligte sich u. a. an der Schlacht bei Gitschin. In seiner Eigenschaft im Generalstab erfolgte am 31. Oktober 1866 die Ernennung zum Souschef des Generalstabes und gleichzeitige Beförderung zum Major. In der Eigenschaft als Souschef war er kurzzeitig für die Ausbildung von Generalstabsoffizieren zuständig. Er wurde schon im Juni 1869 zum Oberstleutnant befördert und begleitete den späteren Generalfeldmarschall Helmuth von Moltke auf einer Generalstabsreise durch Sachsen. Oberstleutnant Schubert nahm am Krieg gegen Frankreich teil und wirkte zunächst als Stabschef der 23. Division (1. Königlich Sächsische). Im November 1870 wurde er Stabschef des XII. (I. Königlich Sächsischen) Armee-Korps unter General der Infanterie Georg von Sachsen. Nach Kriegsende stieg im Oktober 1871 zum Kommandeur des Festungsartillerie-Regiments auf. Im Dezember des Jahres erfolgte die Beförderung zum Oberst. Infolge der Neuorganisation der Artillerie im November 1872 wurde er Regimentskommandeur des 2. Feldartillerie-Regiments Nr. 28. Er war mehrere Jahre in dieser Eigenschaft und 1880 zum Generalmajor befördert. Unter Genehmigung seines Abschiedsgesuches wurde er am 13. Januar 1885 mit dem Charakter eines Generalleutnants zur Disposition gestellt. Im Ruhestand verfasste er zahlreiche militärische Schriften und beteiligte sich im Vereinswesen. Er war im Vorstand des Wohltätigkeitsverein „Zu Rat und Tat“ und war von 1887 bis 1907 Vorsitzender der Königlich-Sächsischen Invalidenstiftung.
Gustav von Schubert war Träger des Ritterkreuz des Militär-St.-Heinrichs-Ordens, dem Eisernen Kreuz I. Klasse, dem Komturkreuz des Königlich Sächsischen Verdienstordens 2. Klasse mit Kriegsdekoration 1870, das Großkreuz des Albrechtsordens, das Dienstauszeichnungskreuz und zahlreichen anderen Orden. 1893 wurde er dem 2. Feldartillerie-Regiment Nr. 28 á la suite gestellt. Er war mit Mathilde Barth aus Hamburg verheiratet und Vater des evangelischen Theologen Hans von Schubert. Über seine Ehefrau war er mit dem Afrikaforscher Heinrich Barth verwandt.

## Werke
- Der Antheil des Königlich Sächsischen Armeecorps am Feldzuge 1866 in Oesterreich. 1869, Digitalisat
- Die Beteiligung des 12. (kgl.-sächs.) Armee-Corps an der Schlacht bei Gravelotte-St. Privat. 1872 Digitalisat
- Die Beteiligung des 12. (kgl.-sächs.) Armee-Corps an der Schlacht bei Sedan. 1874 Digitalisat
- Das XII. (Königlich-Sächsische) Armee-Corps während der Einschließung von Paris im Kriege 1870-71. 1875  Digitalisat
- Heinrich Barth. Der Bahnbrecher der deutschen Afrikaforschung. 1897 Digitalisat
- Lebenserinnerungen. 1909 (Digitalisat)